# Lizip
Lizip (lat. Lysippos), grški kipar, * ??? Sikion, † ???. Znano je, da je živel v 4. stoletju pr. n. št.. 
Lizip (grško Λύσιππος)  je bil grški kipar iz 4. stoletja pred našim štetjem. Skupaj s Skopasom in Praksitelom je eden od treh največjih kiparjev klasične grške dobe na prehodu v helenistično obdobje. Pri proučevanju Lizipa so težave zaradi prepoznavanja njegovega sloga med ohranjenimi kopijami. Ne le da je imel veliko delavnico in veliko učencev  v svojem neposrednem krogu, na trgu je bilo tudi veliko replik njegovih del, ki so obstajale zunaj njegovega kroga že takrat, ko je živel, pa tudi pozneje v helenističnem in rimskem obdobju.  Z njim je bil povezan tudi Mladi zmagovalec ali Gettyjev bron, ki se je pojavil okoli leta 1972.

## Življenjepis
Lizip je bil rojen na Sikionu okrog leta 390 let pr. n. št. V mladosti je bil delavec, ukvarjal se je z bronom. Učil se je kiparstva, kasneje pa je postal vodja šole v Argosu in Sikionu. Po Pliniju je izdelal več kot 1500 del, vse v bronu. Komentatorji so opozorili na njegovo milino in eleganco ter skladnost ali skladno ravnotežje njegovih figur, ki so bile vitkejše od ideala, ki ga je predstavljal Poliklet, s sorazmerno manjšimi glavami, kar daje vtis večje višine.  Znan je bil po svoji pozornosti do podrobnosti vek in nohtov.
Njegov učenec, Hares iz Linda, je naredil Rodoški kolos, eno od sedmih čudes antičnega sveta. Ker tega kipa danes ni več, se razpravlja o tem, ali so bili njegovi profili odliti v bronu ali pa tolčeni iz čistega brona.

## Kariera in zapuščina
Lizip je bil naslednik sodobnega uglednega slavnega kiparja Polikleta. Med deli, ki so mu pripisana, so tako imenovani Konji svetega Marka, Eros privezuje tetivo na lok (veliko je kopij, najboljše so v Britanskem muzeju), Agias (znan po marmorni kopiji, ki je bila najdena in ohranjena v Delfih), podobno Nalivalec olja (Dresden in München), Farnezijski Heraklej ali Heraklej pri počitku (ki je bil prvotno v Karakalovem kopališču, ohranjena je marmornata kopija v Neapeljskem narodnem arheološkem muzeju) in Apoksiomen (ali atlet, ki si s telesa strga prah in olje), znan po rimski marmorni kopiji v Vatikanskih muzejih. Lizip je bil znan tudi po bronastih skulpturah Zevsa in Herakleja. Edina preostala različica je rimska kopija Utrujen Heraklej (Farnesejev Herkul), ki jo je naredil Glikon , z močnimi mišicami, značilnimi za Rim 3. stoletja.

## Lizip in Aleksander
Lizip je bil tudi osebni kipar Aleksandra Velikega. V resnici je bil edini umetnik, ki mu je Aleksander dovolil, da ga upodablja.  Za nedavno odkrit epigram makedonskega pesnika Pozejdipa v antologiji v Milanskem papirusu je bil navdih bronasti Aleksandrov portret:
Lizip, sikionski kipar, drzna roka, učeni obrtnik, 
tvoj bronasti kip ima ogenj v očeh,
ki si ga naredil v obliki Aleksandra. Perzijci si ne zaslužijo graje.
Odpuščamo živini, ki je pobegnila levu.
Lizipu so pripisovali navdihnjenega, božanskega Aleksandra z razmršenimi lasmi in razprtimi ustnicami, ki so gledale navzgor.  Lep primer zgodnjerimske kopije je bil najden v Tivoliju in ga hranijo v Louvru.

### Odkritje morda izvirnega Aleksandrovega kipa
Grki so 26. februarja 2010 prijeli dva moška, pri katerih so našli nezakonito posest različnih starin, tudi bronasti kip Aleksandra, ki je morda Lizipovo delo. Če bo to potrjeno, bi bilo to prvo izvirno Lizipovo delo, ki je bilo kdaj koli odkrito. Kip preiskujejo v laboratoriju Arheološkega muzeja v Solunu, ki bo potrdil ali zavrnil njegovo verodostojnost. 

## Mladi zmagovalec (Gettyjev bron)
Leta 1972 so odkrili kip Mladi zmagovalec, Gettyjev bron ali Atleta di Fano in na pobudo Paula Gettyja ga je kupil Gettyjev muzej. Bronasti kip je bil izvlečen iz morja in obnovljen. Zaradi korozije in debelega sloja poraščenosti lahko predpostavimo, da je bil stoletja pod vodo. Ni bilo neobičajno, da se je brodolom zgodil, ko je bil na ladji dragocen kip. Na srečo so lahko škodljivo korozijo odstranili s čiščenjem površin mehansko s skalpelom. 
Nekateri verjamejo, da je Gettyijev bron Lizipovo delo ali vsaj kopija, ker so podrobnosti na njem v skladu z njegovim slogom dela in njegovim kanonom sorazmernosti. Lizipovo delo opisujejo antični viri kot naturalistično z vitkimi in pogosto podaljšanimi razmerji, pogosto s pretiranimi lastnostmi obraza. 

## Znana dela
- Agias iz Farzala,
- Troil,
- Koridus,
- veliki bronasti kip Zevsa v Tarantu, Apolon s četveroprego,
- Heraklej v Sikionu